# Злочин оца Амара
Злочин оца Амара (шп. El crimen del padre Amaro) је мексички филм - адаптација романа португалског писца XIX века, Жозеа Марије Ека Кеироса (шп. Jose Maria Eça de Queirós), објављеног 1875. године. Овај филм је пре своје премијере узбуркао мексичку јавност и изазвао протесте интегристичких католичких група које су покушале да издејствују забрану приказивања филма. Међутим, упркос томе, филм је постао најгледанији филм свих времена у Мексику. Нискобуџетни филм на који се потрошило само два милиона долара, зарадио је само у САД пет милиона, а у целом свету 22 милиона долара. 
Године 2002. кандидована је за Оскара у категорији најбољи страни филм.
Године 2003. добио је награду Аријел коју додељује Мексичка филмска академија, и то у девет категорија, између којих се налази награда за најбољи филм, режију и сценарио.